# Begonia lichenora
Espèce
Begonia lichenora est une espèce de plantes de la famille des Begoniaceae. Ce bégonia rampant, originaire de Sarawak, sur l'île de Borneo, en Asie tropicale, a été décrit en 2017.

## Description
C'est une plante vivace et monoïque. Ce bégonia rampant a des tiges capables de s'enraciner au niveau des nœuds et qui atteignent 50 cm de long. Il porte des fleurs blanches, à peine rosées, formant une inflorescence en bouquet, dressée sur des tiges rouges. B. lichenora a un petit feuillage dense, de forme plutôt arrondie, asymétrique, de couleur vert à brun jaune, veiné de vert plus clair et rougeâtre au revers. Il est tapissant comme le ferait un lichen, ce qui lui vaut ce nom.  

## Répartition géographique
Cette espèce est originaire du pays suivant : Malaisie, état du Sarawak situé en Malaisie orientale. Il est endémique du Sarawak.

## Classification
Begonia lichenora fait partie de la section Petermannia du genre Begonia, famille des Begoniaceae.
L'espèce a été décrite en 2017 par les botanistes Che Wei Lin et Ching I Peng. L'épithète spécifique lichenora est une référence à l'aspect aplani de cette plante à petites feuilles, évoquant un lichen sur son support.
Publication originale : (en) Lin et al.: Eleven new species of Begonia from Sarawak, Taiwania Vol. 62, No. 3, September 2017. DOI: 10.6165/tai.2017.62.219.